# 龍野富雄
龍野 富雄（たつの とみお、1926年1月22日 - 1998年2月8日）は、日本の経営者。兵庫県神戸市出身。

## 経歴
1948年に神戸経済大学を卒業し、同年に大建産業に入社。
1974年5月に取締役に就任し、1978年6月に丸紅常務に就任し、専務、副社長を経て、1987年6月に社長に就任した。1992年に副会長に就任した。
1998年2月8日心筋梗塞のために死去。72歳没。